# Andrey Batt
 (mai 2019).
Pour les articles homonymes, voir Batt.
Andrey Sergeevich Batychko (en russe : Андре́й Серге́евич Ба́тычко), connu sous le nom de Andrey Batt, est un acteur, rappeur et producteur russe né le 6 août 1985 à Tallinn en Estonie.

## Biographie
Andrey, né le 6 août 1985 à Tallinn, Estonie. Les parents de Andrey sont divorcés quand il avait 3 ans. Avec sa mère, ils sont venus vivre à Moscou, Russie. En 1992, il est allé dans une école anglaise à Moscou, où il a commencé à participer à des productions scolaires. A l'école, il adorait dessiner, participer aux activités des cercles et ateliers de l'artisanat artistique et des arts. À partir de 11 ans, il a commence à jouer au basket-ball,,. Au lycée, Andrey s'est intéressé au hip-hop.
En 2010 il partira vivre a Los Angeles, États-Unis, a pris des cours d'acteur art dramatique. Il a joué dans plusieurs émissions de télévision américaines, telles que The Walking Dead, et Justified.
En 2013 il sortait son premier single Lyubov Nad Oblakami. Aussi en 2013, il a fondé des projets philanthropiques Blagotvoritel'naya posylka (Paquet charitable),. En 2016, Andrey est devenu le premier artiste à se produire lors du match de l'Euroligue avec un spectacle musical à la mi-temps,.
Ainsi en 2016, il a fait sortir sa propre émission de télé-réalité The Artist's Adventeres (Les aventures de l'artiste).

## Discographie

### Singles
- 2017 : Moy Gorod
- 2015 : Letniy (Zest Trap Mix)
- 2015 : Letniy (RIA Project Saxophone Dance Remix)
- 2014 : Letniy (ft. Dasha Melnikova)[14],[15]
- 2013 : Lyubov Nad Oblakami (Nima Nesta – Opus 44 Inst Mix)
- 2013 : Lyubov Nad Oblakami

## Vidéographie

### Clips
- 2014 : Letniy (ft. Dasha Melnikova)
- 2013 : Lyubov Nad Oblakami

## Filmographie

### Acteur
- 2010 – présent : The Walking Dead : L'ami de Rick
- 2012 : Esprit combatif : Alex
- 2011 – 2014 : The Killing : Pirate de l'air
- 2010 – 2015 : Justified : Flic
- 2010 : Sale boulot (Грязная работа) : Victor
- 2010 : Capitale du péché (Столица греха) : Barman
- 2009 : Cité des tentations (Город соблазнов) : Max
- 2008 – 2011 : Bague de mariage (Обручальное кольцо)

### Réalisateur
- 2016 – présent : Les aventures de l'artiste (Приключения Артиста)[13]

### Producteur
- 2016 – présent : Les aventures de l'artiste (Приключения Артиста)
- 2014 : Letniy (ft. Dasha Melnikova)[16]

### Compositeur
- 2016 – présent : Les aventures de l'artiste (Приключения Артиста)
- 2012 : Fête des pères

### Lui-même
- 2016 – présent : Les aventures de l'artiste (Приключения Артиста) : Lui-même
- 2005 – présent : Comedy Club : Lui-même (Célébrité l'invité)[17]
- 2014 – présent : Takoe Kino : Lui-même (Célébrité l'invité)
- 2019 : NBA All-Star Game 2019 : Lui-même (Viasat Sport. Commentateur l'invité)[18]
- 2018 : NBA Finals 2018 : Lui-même (Viasat Sport, jeu 3. Commentateur invité)[19]
- 2018 : NBA All-Star Game 2018 : Lui-même (Viasat Sport. Commentateur l'invité)[20]
- 2017 : Voici le basket (Здесь баскетбол) : Lui-même (Viasat Sport. Célébrité l'invité)
- 2017 : NBA All-Star Game 2017 : Lui-même (Viasat Sport. Commentateur l'invité)[21]
- 2015 : Mourning at L!FE Channel : Lui-même (Célébrité l'invité)[22]
- 2015 : VK Live at Russian MusicBox : Lui-même (Célébrité l'invité)
- 2012 : MTV News Russia : Lui-même (Célébrité l'invité)